# Serjania platycarpa
Serjania platycarpa är en kinesträdsväxtart som beskrevs av George Bentham. Serjania platycarpa ingår i släktet Serjania och familjen kinesträdsväxter. Inga underarter finns listade i Catalogue of Life.